# بیلوردی

بیلوردی یکی از روستاهای استان آذربایجان شرقی است که در دهستان بدوستان غربی، بخش خواجه، شهرستان هریس واقع شده‌است.
این روستا در ۵۵ کیلومتری شمال شرق شهر تبریز و در منطقه‌ای وسیع و مسطح برسر جادهٔ اهر_تبریز قرار گرفته‌است. 
در سال ۱۳۹۵ جمعیت این روستا ۱٬۲۱۵ نفر اعلام شده بود. 
شهرک صنعتی بیلوردی در مجاورت این روستا احداث شده‌است.

## وجه تسمیه
بیلوردی (به ترکی آذربایجانی: Bilverdi) مشتق از دو کلمه ی (بیل = bil + وئردی = verdi) است.(دانش + داد= دانشداد = دهنده‌ی علم و دانش)
"بیل" از ریشه "بیلمَک" (دانستن) و "بیلیک" (دانش) در زبان ترکی میباشد و کلمه "وئردی" (داد) فعل پسوند رایج در فرهنگ ترکی (مثل تانری وئردی ، آلله وئردی ، علی وئردی ، خدا وئردی)، بر انتشار و انتقال علم و تجربه اشاره دارد.

## مشاهیر و چهره‌های ماندگار
- شاعر ابوالفضل عظیمی بلویردی متخلّص به « دادا » و مشهور به « دادا بیلوردی » ( بنیانگذار سبک زلال )
-وهاب جعفري   

-ابوالقاسم جعفری 